# Leprechaun: Back 2 tha Hood
Leprechaun: Back 2 tha Hood is een Amerikaanse horror/komediefilm uit 2003, geschreven en geregisseerd door Steven Ayromlooi. De film is het zesde deel van de Leprechaun-serie, over een Ierse sadistisch kwaadaardige kabouter. 

## Verhaal
Emily Woodraw en haar vriendengroep vinden een kist met munten. Op de kist staat een waarschuwing van een kabouter, de tieners negeren die gewoon. 
Maar de hebberige Leprechaun laat zich niet twee keer kennen. Hij wil zijn schat immers terug.

## Rolverdeling
- Warwick Davis als de Leprechaun
- Tangi Miller als Emily Woodrow
- Laz Alonso als Rory Jackson
- Page Kennedy als Jamie Davis
- Sherrie Jackson als Lisa Duncan
- Donzaleigh Abernathy als Esmeralda
- Shiek Mahmud-Bey als Bryn Lee Watson
- Sticky Fingaz als Cedric
- Sonya Eddy als Yolanda

## Trivia
- De film eindigt met een cliffhanger. Het volgende deel hierop werd een remake van de eerste film uit 1993.
- Dit is meteen ook het laatste deel waarin Warwick Davis de kabouter speelt.